# Candidatus Neoehrlichia mikurensis
Candidatus Neoehrlichia mikurensis (CNM) är en gramnegativ bakterie som tillhör familjen Anaplasmataceae. Bakterien har gnagare som värddjur och sprids med hjälp av fästingar som blir infekterade när de suger blod från ett infekterat värddjur. Den kan även spridas till andra däggdjur som infekterade fästingar suger blod ifrån. Bakterien räknas numera som en humanpatogen då den nyligen påträffats hos människor. En svårt sjuk man i Sverige drabbades svårt av bakterien, som på grund av att den inte gick att odla var svår att diagnostisera. Det har senare visat sig att bakterien även drabbat personer som i övrigt var friska.

## Historia
Nya bakterier inom familjen Anaplasmataceae har upptäckts de senaste 20 åren. Bland annat hittades en bakterie i Nederländerna 1999  En snarlik bakterie återfanns i Japan hos råttor och fick namnet Candidatus Neoehrlichia mikurensis (CNM) efter ön Mikura som råttorna fångades på . Patogenen har isolerats från gnagare som tros fungera som reservoar. År 2007 påträffades bakterien i en patient på ett sjukhus i Sverige  detta ledde till att forskare fick upp ögonen för denna patogen som ny hos människor. Sex fall av smittan hos människor har rapporterats i Europa  och i fem av fallen hade patienten försvagat immunförsvar på grund av tidigare åkommor. Smittan överförs till människor med hjälp av fästingar av släktet Ixodes .

## Utseende och livscykel
Candidatus Neoehrlichia mikurensis tillhör familjen Anaplasmataceae tillsammans med Ehrlichia, Anaplasma, Neorickettsia, Aegyptianella och Wolbachia (4). De är obligata intracellulära bakterier  som förökar sig i membranbundna vakuoler i cytoplasman hos eukaryota blodceller . De är pleiomorfa kocker och 0,5-1,2 µm i storlek . Flera väldigt lika arter har upptäckts. Närmaste släktingen är Candidatus Neoehrlichia lotoris som återfunnits i USA . 
CNM använder sig av fästingar som vektor för att spridas mellan värddjuren som är olika däggdjur. Bakterien kommer in i en fästing när fästingen suger blod från ett djur som bär på patogenen . Väl inne i fästingen sker replikering och då fästingen hittat ett nytt värddjur så samlas bakterierna i salivkörtlarna för att kunna spridas till den nya värden . 

## Värddjuren
Gnagare fungerar som reservoarer till flera olika zoonotiska patogener  som kan föras över mellan olika värddjur och även till människor. CNM använder sig av fästingar av släktet Ixodes för att spridas mellan värddjur för att kunna föröka sig. I Sverige är det fästingen Ixodes ricinus  som överför bakterien. De huvudsakliga värddjuren som fungerar som reservoarer för CNM är sorkar och möss. I södra Sverige undersöktes gnagare där man fann att 8,8 % av gnagarna som undersöktes bar på CNM . Bakterien har även påträffats hos hjort, mufflonfår, vildsvin och får . I USA finns den snarlika släktingen Candidatus Neoehrlichia lotoris som istället återfinns i tvättbjörnar. CNM kan även smitta människor som blir bitna av en fästing som bär på bakterien. 

## Detektera CNM hos värddjur
För att fastställa att CNM finns i ett värddjur måste prover tas  som sedan analyseras med polymerase chain reaction (PCR) och sekvensering. Den primer som används är specifik för organismer i familjerna Anaplasmataceae och Rickettiaceae .  Då man har fått fram det material man behöver så görs fylogenetiska studier av 16S rRNA gensekvensen. För att vidare karaktärisera patogenen sekvenseras ett 1426 baspar långt fragment av 16S rRNA-genen och ett 1233 baspar långt fragment av groEL-genen. .

## CNM hos människan
Candidatus Neoehrlichia mikurensis påträffades första gången hos en människa i Göteborg 2007. En äldre man med cytostatikabehandlad leukemi och bortopererad mjälte drabbades av en infektion med hög feber och anemi . Han behandlades med antibiotika men utan resultat och odlingar av blodet visade inget resultat. Efter att ha gjort PCR på blodet kunde man fastställa att det rörde sig om CNM och mannen kunde behandlas med antibiotika verksam mot CNM. 
Flera fall av CNM hos människor har fastställts in Europa. Den har förutom i Sverige identifierats i blodprover från människor i Tyskland, Schweiz och Tjeckien . CNM finns även hos människor i Asien. I Kina gjordes en undersökning där 7 av 622 patienter med infektionssymtom efter fästingbett bar på patogenen . Symtomen hos dessa patienter var feber, huvudvärk och allmän sjukdomskänsla. Det som skiljde de här patienterna från de i Europa var att de i övrigt var friska. 
CNM räknas som en ny human patogen då man nyligen fått upp ögonen för den. Vad man inte vet är om bakterien har varit etablerad en längre tid runt om i Europa och Asien eller om den håller på att etablera sig och i så fall kan komma att hittas i fler människor med tiden. I och med att patienter i studier som bar på CNM i övrigt var friska så kanske man kan det finnas flera som bär på den utan att veta om det. Då bakterien inte går att odla och det inte heller finns någon serologi (som mäter antikroppar) så är det inte så enkelt att ställa diagnos.